# Charles Eaton
Charles Eaton est un aviateur, diplomate et officier supérieur de la Force aérienne royale australienne (RAAF), né le 21 décembre 1895 à Londres et mort le 12 novembre 1979 dans la Ville de Frankston.
Il s'enrôle dans la British Army au début de la Première Guerre mondiale et combat sur le front de l'Ouest, avant d'être muté au Royal Flying Corps en 1917. Affecté comme pilote de bombardier au 206e Escadron, il est capturé à deux reprises par les forces allemandes mais parvient à chaque fois à s'échapper. Eaton quitte l'armée en 1920 et travaille en Inde jusqu'à son départ pour l'Australie en 1923. Deux ans plus tard, il intègre la RAAF en tant qu'instructeur à la No. 1 Flying Training School RAAF. Entre 1929 et 1931, il est désigné pour diriger trois expéditions visant à retrouver des aéronefs disparus dans la région d'Alice Springs. Après le succès de ces opérations, il est décoré de l'Air Force Cross pour son « zèle et son dévouement à son devoir ». Il s'attire dès lors la sympathie du peuple australien. 
En 1939, à la veille de la seconde Guerre mondiale, Eaton est chargé du commandement du 12e  Escadron, crée lors de l'établissement de la Base aérienne de Darwin. Il est promu group captain en 1940 et nommé officier de l'Ordre de l'Empire britannique l'année suivante. En 1943, il devient commandant de la 79e Escadre de la RAAF à Batchelor, dans le Territoire du nord, période durant laquelle il obtient une citation militaire. Après sa retraite de la RAAF en décembre 1945, Eaton se reconvertit dans la diplomatie et obtient un poste de consul général dans les Indes orientales néerlandaises. Il est à la tête d'une commission spéciale des Nations unies durant la révolution nationale indonésienne. En 1950, il retourne en Australie et travaille durant deux ans dans le Ministère des affaires étrangères à Canberra. Il devient par la suite agriculteur jusqu'à son décès en 1979, à l'âge de 83 ans. Dans le Territoire du nord, plusieurs monuments commémoratifs sont dédiés à la mémoire de Charles Eaton.